# Mall Moldova
Mall Moldova este un mall super-regional situat în Iași, România. Cu o suprafață închiriabilă totală (GLA) de peste 110.000 metri pătrați (1.200.000 sq ft), este cel mai mare mall din România din afara Bucureștiului.

## Istorie
Inaugurat în aprilie 2025, Mall Moldova reprezintă o extindere și reamenajare a fostului ERA Shopping Park Iași dezvoltat de Omilos Group și deschis în septembrie 2008. Inițial, centrul avea o suprafață închiriabilă de 50.000 metri pătrați și o parcare cu o capacitate de 2.500 locuri. Era Shopping Park includea mai multe zeci de magazine, iar ca ancore, hipermarketul Carrefour (15.440 mp) și magazinele Praktiker (9.350 mp), Mobexpert, Decathlon și Altex .
Odată cu finalizarea extinderii și reamenajării fostului centru comercial, în aprilie 2025, Era Shopping Park Iași a devenit Mall Moldova. Mall-ul dispune de peste 250 de magazine, cel mai mare hipermarket din regiune, un centru mare de divertisment și agrement, cu un complex de cinematografe cu nouă ecrane, cu tehnologie 4DX și 1.500 de locuri, un food-court cu peste 30 de fast-fooduri și restaurante și 2.500 de locuri, un centru dedicat pentru mobilarea casei și o parcare de peste 3.500 de locuri.